# Северин, Ганс Михайлович
Ганс Михайлович Северин (2 января 1890 года, село Кобрувере, Лифляндская губерния, Российская империя — 1977 год, Москва) — председатель колхоза имени Сталина Леселидзевского сельсовета Гагрского района Абхазской АССР, Грузинская ССР. Герой Социалистического Труда (1949).

## Биография
Родился в 1890 году в эстонской крестьянской семье в селе Кобрувере Лифляндской губернии (сегодня — волость Пыхья-Сакала уезда Вильяндимаа).
Позднее переселился в эстонское село Сальме (сегодня — Псоу) Сухумского уезда Кутаисской губернии.
С 1919 года — член ВКП(б). Участвовал в Гражданской войне.
С 1925 года на партийной работе Сочинского районного комитета. С апреля этого же года — секретарь Пиленковской партийной ячейки. С 1937 года — председатель колхоза «Сальме» (с конца 1930-х годов — колхоз имени Сталина, с 1960 года после слияния с соседним колхозом имени Кингисеппа — колхоз «Дружба») Гечрыпшского сельсовета (с 1944 года — Леселидзевский сельсовет) Гагрского района. После начала Великой Отечественной войны направлен на партийную работу в Леселидзевский райисполком. Занимался организацией строительства оборонительных сооружений, размещением беженцев и организацией сельскохозяйственного производства в районе. В 1944 году был награждён медалью «За трудовое отличие» за развитие сельского хозяйства в районе.
После войны возвращён на руководящую должность в колхозе имени Сталина. Вместе с агрономом Вамболом Янесом занимался внедрением передовых агротехнических методов в табаководстве и при выращивании других сельскохозяйственных культур. В 1946 году в условиях засушливого летнего сезона колхоз сдал государству в среднем с каждого гектара по 20,5 центнеров кукурузы, 20 центнеров табака и 83 центнеров картофеля. В 1948 году в колхозе было собрано в среднем с каждого гектара табака сорта «Самсун» № 27 по 18,6 центнеров с участка площадью 15 гектаров. Указом Президиума Верховного Совета СССР от 3 мая 1949 года удостоен звания Героя Социалистического Труда «за получение высоких урожаев кукурузы и табака при выполнении колхозами обязательных поставок и контрактации по всем видам сельскохозяйственной продукции, натуроплаты за работу МТС в 1948 году и обеспеченности семенами всех культур в размере полной потребности для весеннего посева 1949 года» с вручением ордена Ленина и золотой медали «Серп и Молот».
Этим же указом звания Героя Социалистического Труда были удостоены агроном Вамбол Гансович Янес, табаководы бригадир Вольдемар Магнусович Ромм, звеньевые Михаил Юганович Конно и Ильда Иоэловна Локк.
Возглавлял колхоз до выхода на пенсию. Скончался в 1977 году в Москве. Похоронен в Гагре, Абхазия.
Награды и звания
- Герой Социалистического Труда
- Орден Ленина
- Орден Красной Звезды (28.10.1967)
- Орден Трудового Красного Знамени (21.02.1948)
- Медаль «За трудовое отличие» (07.01.1944)